# Bitlis (provins)

Karta över Turkiet med Bitlis markerat.

Bitlis är en provins i den östra delen av Turkiet. Den har totalt 388 678 invånare (2000) och en areal på 8 413 km². Provinshuvudstad är Bitlis, medan Tatvan är provinsens största stad med omkring 96.000 invånare.

## Distrikt
Bitlisprovinsen är indelad i sju distrikt (huvudortsdistriktet markerat i fet stil):
- Adilcevaz
- Ahlat
- Bitlis
- Güroymak
- Hizan
- Mutki
- Tatvan